# میخائیل راسومنی
میخائیل راسومنی (انگلیسی: Mikhail Rasumny; ۱۳ مهٔ ۱۸۸۴ – ۱۷ فوریهٔ ۱۹۵۶) بازیگر، و بازیگر تئاتر اهل ایالات متحده آمریکا بود.
از فیلم‌ها یا برنامه‌های تلویزیونی که وی در آن نقش داشته‌است می‌توان به ژست شانگهای، زنگها برای که به صدا در می‌آیند، آنا و سلطان سیام، تپش قلب، آسمانهای آبی، رفیق ایکس، جلوی سحر را بگیرید، جزیره بیداری، راه مراکش، نژاد اصیل، و نادیده اشاره کرد.